# جائزة فرنسا الكبرى 1932
جائزة فرنسا الكبرى 1932 هو سباق فورمولا 1 أقيم بتاريخ 3 يوليو 1932 في رانس، فرنسا. كان الثاني من أصل 3 في بطولة العالم لسباقات الفورمولا واحد موسم 1932.